# Angelo Mazza
Angelo Mazza (Parma, 16 novembre 1741 – Parma, 11 maggio 1817) è stato un poeta e letterato italiano.

## Biografia
Dopo la morte del padre Orazio, all'età di 12 anni entrò in collegio a Reggio Emilia, dove ebbe come insegnante l'abate Pellegrino Salandri. Nel 1760 pubblicò la sua prima opera, Propositiones physico-mathematicae. In agosto dell'anno successivo, su consiglio di Lazzaro Spallanzani, suo insegnante di fisica e greco, andò a Padova per terminare gli studi.
All'Università di Padova ebbe come insegnanti di lettere Melchiorre Cesarotti, di filosofia Michele Colombo e Jacopo Stellini, di scienze fisiche Giuseppe Toaldo. Dal Cesarotti, che era stato traduttore dell'Ossian, fu avviato alla conoscenza della lingua inglese. Dal 1764 al 1771 tradusse numerose opere di autori inglesi. Nel 1762, durante le vacanze a Parma, pubblicò il poemetto Per l'Ordine dello Spirito Santo conferito a Ferdinando I.
Nel 1765 andò a Venezia per curare la pubblicazione del poemetto Per le felicissime nozze dell'Eccellenze loro il N.U. Marino Zorzi e la N.D. Contarina Barbarigo, che ebbe grande successo,  tanto che in pochi giorni se ne vendettero 800 copie. Conobbe e diventò amico di Carlo Gozzi. Nel 1767 pubblicò l'Ode sull'armonia, tratta dal Pope.
Tornò a Parma nel 1768 e venne nominato dal ministro du Tillot segretario dell'Università di Parma. Nella primavera dell'anno successivo, essendosi attirato le ire di un ufficiale, per motivi di gelosia, finì in prigione. Il carcere fu poi commutato in esilio, e andò a Bologna, dove diventò amico di Francesco Zanotti. Tornò a Parma in gennaio del 1770 e fu riconfermato segretario dell'Università. Gioacchino Pizzi, custode generale dell'Accademia dell'Arcadia, gli concesse l'onore di usare l'insegna e le denominazioni pastorali in tutte le sue pubblicazioni. Angelo Mazza divenne pastore arcade e assunse il nome di Armonide Elideo. In agosto del 1772 fu nominato professore di lingua greca all'università di Parma. In novembre del 1775, deposto l'abito di abate, si sposò con Caterina Stocchi.
Nel 1807 fu nominato dal governo francese Censore del Liceo di Parma. Quando cessò la dominazione napoleonica, alla quale si mostrò avverso, nel 1814 gli fu affidato l'incarico, assieme a Luigi Bolla, Jacopo Tommasini e Giuseppe Bertani, di restaurare l'Università di Parma. Fu anche nominato preside della facoltà di Belle Lettere. Alla sua morte, sopraggiunta per le complicazioni di un attacco di paralisi, il conte Jacopo Sanvitale, suo pronipote, pronunciò l'orazione funebre. Un busto in suo onore fu posto a spese degli studenti nell'atrio dell'università di Parma. Fu uno dei primi ad essere sepolto nel cimitero della Villetta, appena costruito.

## Opere
- I piaceri dell'immaginazione (1764, traduzione del poema di Mark Akenside)
- Ode sull'Armonia (1767, tratta dall'opera di Alexander Pope)
- Inno al Creatore (1771, traduzione dal Thomson)
- La notte e Il talamo (1771, per nozze del conte Pietro Paolo Bianchetti con la marchesa Aurelia Monti)
- Canto per la solennità della Vergine Addolorata (1771)
- Inno per la pace dell'animo (1776, trad. dall'opera di Thomas Parnell)
- Il potere della musica sul cuore umano (sulla base dell'opera di John Dryden)
- La melodia (dall'opera del Mason)
- La cetra (dall'opera di Thomas Gray)
- L'impero universale della musica (dall'opera di Alexander Pope)
- L'aura armonica
- Egloga per la Nascita del Principe Ludovico Ereditario di Parma (1773)
- L'augurio (1774, poemetto dedicato ai sovrani di Parma)
- Stanze sdrucciole a Melchior Cesarotti (1774)
- Odi (1775, riguardanti i vari aspetti della musica)
- Ode sul tempo del Thomas (1776)
- Terzine per Santa Cecilia (1776)
- L'Androgino (1785, epitalamio in occasione delle nozze del marchese Giuseppe Lalatta con la marchesa Bianca Villani)
- Il Cristo (1786, tragedia di Coriolano Martirano trasportata in versi toscani)
- Sonetti morali (1787, dedicati ai predicatori Jacopo Belli e Luigi Grossi)
- Stanze sopra il pianto della Vergine (1787)
- Le Facultà umane (1790, dodici sonetti dedicati al vescovo di Parma Adeodato Turchi)
- Il convivio delle Vergini (1791, sei sonetti)
- I doni dello Spirito Santo (1792, dieci sonetti)
- Alla Signora Teresa Bandettini (1793, ode per la nascita del secondogenito del Marchese Lanfranco Cortesi)
- L'uguaglianza civile (1794)
- Poesie dedicate dagli editori alla contessa Marianna Acciaiuoli (1794, Firenze)
- Poesie (1794, due volumi)
- Sonetti su l'Armonia (1801, co' caratteri de' fratelli Amoretti, in folio)
- Opere di Angelo Mazza (cinque volumi, 1816-1920)